# 꼭짓점 배치
| 십이이십면체 | 3.5.3.5, 또는 (3.5)2 으로 표현된 꼭짓점 도형 |

기하학에서 꼭짓점 배치는 다면체나 타일링의 꼭짓점 도형을 꼭짓점 주변의 면의 수열로 간단히 한 표현이다. 고른 다면체의 경우, 꼭짓점 종류는 한가지 밖에 없기 때문에 꼭짓점 배치는 다면체를 완전히 정의한다. (같은 꼭짓점 배치를 가지는 카이랄 다면체는 거울상에 존재한다.)
꼭짓점 배치는 꼭짓점 주변에 있는 면의 변의 개수를 나타내는 숫자들의 수열로 주어진다. 표기 "a.b.c"는 꼭짓점 주변에 면이 3개가 있고, 각각의 면은 a, b, 그리고 c개의 변으로 이루어져 있다는 것을 의미한다.
예를 들어, "3.5.3.5"는 삼각형과 오각형이 번갈아 4개가 있는 꼭짓점을 나타낸다. 이 꼭짓점 배치는 점추이인 십이이십면체를 정의한다. 표기는 순환적이므로 다른 시작점에서 시작하는 표기와 동일하다. 따라서 3.5.3.5는 5.3.5.3과 동일하다. 순서는 중요하기 때문에 3.3.5.5는 3.5.3.5와 다르다. (처음 것은 삼각형 두 개가 나온 뒤 오각형 두 개가 따라 나온다.) 반복되는 원소는 지수로 모아질 수 있다. 따라서 이 예시는 또한 (3.5)2으로도 표시할 수 있다.
이것은 다양하게 꼭짓점 설명, 꼭짓점 타입, 꼭짓점 기호, 꼭짓점 배열, 꼭짓점 패턴, 면-벡터라고 불렸었다. 이것은 1952년에 저술된 Mathematical Models에 기술된 아르키메데스의 다면체에서의 사용법에 의해 Cundy와 Rollett 기호라고 불린다.

## 꼭짓점 도형
꼭짓점 배치는 또한 꼭짓점 주변의 다각형 꼭짓점 도형으로 표현할 수 있다. 이 꼭짓점 도형은 면들이 다면체에서 같은 평면에 있지 않는 이상은 3차원 구조를 가지고 있다. 하지만 꼭짓점-고른 다면체에 대해서는 모든 이웃한 꼭짓점은 같은 평면에 있기 때문에 이 정사영은 시각적으로 꼭짓점 배치를 나타내는데 쓰일 수 있다.

## 변형과 사용
| {3,3} = 33 180° 부족 | {3,4} = 34 120° 부족 | {3,5} = 35 60° 부족  | {3,6} = 36 0° 부족 |
| {4,3} 90° 부족 | {4,4} = 44 0° 부족   | {5u,3} = 53 36° 부족 | {6,3} = 63 0° 부족 |
| 꼭짓점은 면이 최소한 3개가 있고, 각이 부족해야 한다. 0°의 각이 부족할 때는 유클리드 평면을 정다각형 타일링으로 채운다. 데카르트의 정리에 의해서 꼭짓점의 개수는 720°/부족한 각 (4π라디안/부족한 각)이다. |                      |                      |                    |

다른 표기가 사용되며, 어떤 때는 콤마(,)를 사용하고 다른 때는 마침표(.)가 구분하는 기호로 사용된다. 주기연산자는 이것은 곱셈같이 보이기 때문에 지수 표기를 쓸 수 있어서 유용하다. 예를 들어, 3.5.3.5는 종종 (3.5)2로 쓰인다.
표기는 또한 정다면체를 위한 단순 슐레플리 기호의 확장이라고 생각할 수 있다. 슐레플리 표기에서 {p,q}는 꼭짓점 주변에 p각형이 q개 있다는 것을 의미한다. 따라서 {p,q}는 p.p.p... (q번 반복) 또는 pq로 쓸 수 있다. 예를 들어, 정십이면체는 {3,5} = 3.3.3.3.3 또는 35이다.
이 표기는 다면체와 같이 다각형 타일링에도 적용된다. 평면 꼭짓점 배치는 고른 타일링을 고른 다면체 같이 평면이 아닌 꼭짓점 배치로 나타낸다.
이 표기는 카이랄 형태에 대해서는 모호하다. 예를 들어, 다듬은 정육면체는 서울 대칭인 시계방향과 반시계방향 형태가 있다. 하지만 둘 다 꼭짓점 배치가 3.3.3.3.4이다.

## 별 다각형
이 표기는 볼록하지 않은 별 다각형 같은 면에도 적용된다. 예를 들어, 오각성은 기호 {5/2}인데, 이는 5개의 변이 점을 2번째에 이어간다는 의미이다.
예를 들어, 꼭짓점 도형에 정다각형이나 별다각형이 있는 별 정다면체가 4가지가 있다. 작은 별모양 십이면체의 슐레플리 기호는 {5/2,5}이며, 이것은 명시적인 꼭짓점 배치인 5/2.5/2.5/2.5/2.5/2로 확장하거나 결합해서 (5/2)5.로 표기할 수 있다. 큰 별모양 십이면체: {5/2,3}은 삼각형의 꼭짓점 도형을 가지고 배치는 (5/2.5/2.5/2) 또는 (5/2)3이다. 큰 십이면체: {5,5/2}는 오각형 꼭짓점 도형과 배치 (5.5.5.5.5)/2 또는 (55)/2로 표현될 수 있다. 큰 이십면체: {3,5/2} 또한 오각형의 꼭짓점 도형과 꼭짓점 배치 (3.3.3.3.3)/2 또는 (35)/2를 가진다.
|                  |                  |          |         |             |
| {5/2,5} = (5/2)5 | {5/2,3} = (5/2)3 | 34.5/2   | 34.5/3  | (34.5/2)/2  |
|                  |                  |          |         |             |
| {5,5/2} = (55)/2 | {3,5/2} = (35)/2 | V.34.5/2 | V34.5/3 | V(34.5/2)/2 |

## 뒤집힌 정다각형
꼭짓점 도형의 면은 한 쪽 방향으로 진행되도록 고려된다. 일부 고른 다면체는 꼭짓점 도형의 면이 역행하는 반전을 포함한다. 꼭짓점 도형은 이것을 별다각형의 변 표기법 p/q 를 사용하지만 p<2q이다. 여기서 p는 변의 개수 이고, q는 도는 바퀴 수이다. 예를 들어, "3/2"는 꼭지점을 두번 도는 삼각형을 의미한다. 이것은 반대로 도는 것과 같다. 이와 같이 "5/3"은 뒤집힌 오각성 5/2이다.

## 볼록 정다각형의 모든 고른 꼭짓점 배치
반정다면체는 양의 부족 각을 갖는 꼭짓점 배치를 가진다. 부족각이 음이 아닌 유리수일 경우에는 다면체 또는 테셀레이션이 만들어진다. 특히 부족각이 양의 유리수라면 다면체가 되고, 0°일 경우에는 테셀레이션이다.
참고: 꼭짓점 도형은 부족 각이 0일 때 평면에서 정 타일링과 반정타일링을 나타낼 수 있다. 꼭짓점 도형의 부족 각이 음일 경우에는 쌍곡면에서의 타일링을 나타낼 수 있다.
고른 다면체에서, 부족각은 꼭짓점의 개수를 계산할 때 쓰인다. 데카르트의 정리는 위상적 구에서 부족각을 모두 더하면 4π라디안이나 720도가 된다고 한다.
고른 다면체는 모두 동일한 꼭짓점을 가지기 때문에 이 관계로 꼭짓점의 개수를 4π/부족각 또는 720/부족각으로 계산할 수 있다.이는 모든 정다각형의 외각의 크기가 360°를 그 꼭짓점의 개수로 나눠서 구하면 된다는 것과 같다. 또한 내각의 크기의 합을 구하는 방식인 (n-2)×180÷n의 형식을 이용하면 된다는 것과도 비슷하다.
예시: 깎은 정육면체 3.8.8의 부족각은 30도다. 따라서 이것의 꼭짓점은 720÷30 = 24 (개)이므로 꼭짓점의 개수는 24개다.
특히 {a,b}는 꼭짓점이4 / (2 - b(1 - 2/a))개이다.
모든 나열된 꼭짓점 배치는 대부분 유일한 반정다면체를 정의한다. 하지만 모든 꼭짓점 배치가 가능한 것은 아니다. 그 이유는 바로 720을 각 내각의 합으로 나누었을 때 나눠 떨어지지 않는 것도 있고, 정확히 면끼리 맞아떨어지도록 만들지 못하는 것도 있기 때문이다.
위상적 요구사항은 존재여부를 제한된다. 특히 p.q.r 은 p-각형이 q-각형과 r-각형으로 교대로 둘러싸여 있다는 것을 내포하기 때문에, p가 짝수이거나 q와 r이 같다. 비슷하게 q가 짝수이거나 p가 r과 같거나, 또는 r이 짝수거나 p가 q와 같다. 따라서 세 개로 이루어진 가능한 조합은 3.3.3, 3.4.4, 3.6.6, 3.8.8, 3.10.10, 3.12.12, 4.4.n (n>2), 4.6.6, 4.6.8, 4.6.10, 4.6.12, 4.8.8, 5.5.5, 5.6.6, 6.6.6. 사실, 각 꼭짓점에서 세 개의 면이 만나는 이 배치들은 존재한다. 각 면이 정육각형 이하인 정다면체나 정다각형을 깎은 것 끼리 분류하거나 꼭짓점에 모인 면의 수를 깎은 것에 따라 분류하기도 한다. 마름모가 들어가면 부풀리기이다.
괄호 안의 숫자들은 부족 각으로 계산한 꼭짓점의 개수이다(단, 부족각의 크기가 0도인 정다각형 타일링은 720을 0으로 나눌 수 없으므로 꼭짓점은 개수는 무한대로 급상승하게 된다).
3개
- 정다면체 3.3.3 (4), 4.4.4 (8), 5.5.5 (20)
- 각기둥 4.4.n (2n), 예시:3.4.4 (6), 4.4.5 (10)
- 아르키메데스의 다면체 3.6.6 (12), 3.8.8 (24), 3.10.10 (60), 4.6.6 (24), 4.6.8 (48), 4.6.10 (120), 5.6.6 (60).
- 정다각형 타일링 6.6.6
- 준정다각형 타일링 3.12.12, 4.6.12, 4.8.8

4개
- 정다면체 3.3.3.3 (6)
- 엇각기둥 3.3.3.n (2n), 예시:3.3.3.4 (8), 3.3.3.5 (10)
- 아르키메데스의 다면체 3.4.3.4 (12), 3.5.3.5 (30), 3.4.4.4 (24), 3.4.5.4 (60)
- 정다각형 타일링 4.4.4.4
- 준정다각형 타일링 3.6.3.6, 3.4.6.4

5개
- 정다면체 3.3.3.3.3 (12)
- 아르키메데스의 다면체 3.3.3.3.4 (24), 3.3.3.3.5 (60) (카이랄상 둘 다)
- 반정다각형 타일링 3.3.3.3.6 (카이랄), 3.3.3.4.4, 3.3.4.3.4 (같은 숫자를 다른 순서로 배열하는 것이 다른 패턴을 나타내는것을 주목하라)

6개
- 정다각형 타일링 3.3.3.3.3.3

## 면 배치

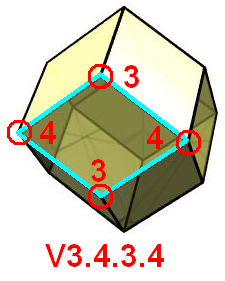
마름모십이면체

고른 쌍대, 또는 쌍각뿔과 엇쌍각뿔을 포함하는 카탈랑의 다면체는 수직적으로 규칙적(면추이)이고, 따라서 이것들은 면 배치와 동일하게 볼 수 있다. Cundy와 Rollett은 이 쌍대 기호의 앞에 V를 붙였다. 이와 반대로, 타일링과 패턴은 대괄호를 기호를 두른다.
이 표기는 면 둘레의 꼭짓점에 모인 면의 개수의 수열을 나타낸다. 예를 들어, V3.4.3.4 또는 V(3.4)2은 면추이인 마름모십이면체를 나타낸다: 모든 면은 마름모이고, 마름모의 꼭짓점에서 교대로 3 또는 4개의 면이 있어야 한다.

## 참조
- Cundy, H. and Rollett, A., Mathematical Models (1952), (3rd edition, 1989, Stradbroke, England: Tarquin Pub.), 3.7 The Archimedean Polyhedra. Pp. 101–115, pp. 118–119  Table I, Nets of Archimedean Duals, V.a.b.c... as vertically-regular symbols.
- Peter Cromwell, Polyhedra, Cambridge University Press (1977) The Archimedean solids. Pp. 156–167.
- 틀:The Geometrical Foundation of Natural Structure (book) Uses Cundy-Rollett symbol.
- Grünbaum, Branko; Shephard, G. C. (1987). 《Tilings and Patterns》. W. H. Freeman and Company. ISBN 0-7167-1193-1. Pp. 58–64, Tilings of regular polygons a.b.c.... (Tilings by regular polygons and star polygons)  pp. 95–97, 176, 283, 614–620, Monohedral tiling symbol [v1.v2. ... .vr]. pp. 632–642 hollow tilings.
- The Symmetries of Things 2008, John H. Conway, Heidi Burgiel, Chaim Goodman-Strass, ISBN 978-1-56881-220-5 (p. 289 Vertex figures, uses comma separator, for Archimedean solids and tilings).